# 準備
| ウィキペディアには「準備」という見出しの百科事典記事はありません（タイトルに「準備」を含むページの一覧/「準備」で始まるページの一覧）。 代わりにウィクショナリーのページ「準備」が役に立つかもしれません。 |